# طيثاراوات
الطيثاراوات (الاسم العلمي: Tipulinae) هي أسرة من الحشرات تتبع الفصيلة الطيثارية من رتبة ذوات الجناحين.

## أجناس الطيثاراوات
- الطيثارة